# Bomolocha fuscipennis
Bomolocha fuscipennis là một loài bướm đêm trong họ Noctuidae.